# Daniel Jørgensen
Daniel Wagner Jørgensen es un deportista paralímpico danés que ha competido tanto en atletismo de pista y campo como en snowboard. Como atleta se especializa en salto de longitud, pero también compite en eventos de sprint.

## Biografía
Jørgensen nació el 3 de junio de 1993 en Vejle, Dinamarca. En su juventud fue un gran deportista y se dedicó tanto al snowboard como a la gimnasia. En 2008, mientras intentaba un doble salto frontal en trampolín durante un espectáculo de gimnasia, aterrizó mal y se dislocó la rodilla. En la cirugía resultante, los médicos se vieron obligados a amputarle la pierna.

## Carrera de atletismo
Como el sprint era parte de su antiguo entrenamiento de gimnasia, descubrió que tenía talento para correr como atleta discapacitado, y comenzó a practicar atletismo adaptado en 2010. Clasificado como atleta T42, representó por primera vez a Dinamarca a nivel internacional cuando fue elegido para el equipo nacional en el Campeonato Mundial de Atletismo del IPC 2011 en Christchurch, Nueva Zelanda. Participó en los eventos de 100 y 200 metros, pero no pudo llegar al podio en ninguno de los dos ellos. Al año siguiente formó parte del equipo de Dinamarca que viajó a Londres para participar en los Juegos Paralímpicos de Verano de 2012. Allí participó en tres eventos,  sprint de 100 y 200 m, y salto de longitud, en el que terminó tercero, para reclamar su primera medalla internacional.  
En 2013 asistió a su segundo Campeonato del Mundo, celebrado en Lyon, donde además de los eventos de sprints, participó en salto de longitud, terminando en cuarto lugar. Al año siguiente asistió al Campeonato de Europa de Atletismo del IPC 2014 en Swansea, donde se llevó tres medallas, bronce en los 200 m y dos de plata en los 100 m y salto de longitud. Mostró una mejoría continua en la preparación para los Juegos Paralímpicos de Río, al ganar medallas en sus tres eventos en el Campeonato Mundial de 2015 en Doha.  Al año siguiente, se llevó el oro en salto de longitud en el Campeonato de Europa de 2016 con una distancia de 6,70 metros. Esto llevó a una temporada de torneos en la que Jørgensen y su rival alemán Heinrich Popow intercambiaron el récord mundial de distancia en varias ocasiones.

## Carrera de snowboard
Comenzó a practicar snowboard cuando era niño y continuó disfrutando del deporte después de su accidente. Clasificado como SB-LL, representó a Dinamarca en el Campeonato del Mundo de Snowboard de 2015 en La Molina. Participó en dos pruebas, snowboard cross y eslalon, ganando una medalla de bronce en este último.  
Participó como único danés en los eventos de snowboard en los Juegos Paralímpicos de Invierno de 2018 en Pieonchang, Corea del Sur. También fue el abanderado de Dinamarca en los Juegos de 2018 en la ceremonia de apertura.